# R-5 Pobeda

Diagrama do míssil R-5.

O R-5 (em russo:  Р-5 de Pакета-5 ou "Foguete-5", também conhecido como "Pobeda" que significa "Vitória"), foi um míssil balístico de médio alcance desenvolvido e utilizado pela União Soviética durante a Guerra Fria. Sua designação GRAU era 8A62 / 8K51, a designação da Otan do míssil era SS-3 Shyster. 

## Histórico
Depois do cancelamento do projeto do R-3 com alcance de 3.000 km que foi considerado inviável para as tecnologias disponíveis na época, a decisão foi a favor de desenvolver uma versão intermediária. Um míssil com alcance de 1.200 km, o P-5. 
Os primeiros testes estáticos ocorreram entre Dezembro de 1951 e Fevereiro de 1952. Testes em voo foram efetuados entre 1953 e 1955, ano em que entrou em serviço ativo. No ano seguinte quando ficou disponível a versão com ogiva nuclear, a R-5M, foram implantadas 48 unidades entre 1956 e 1967. Eles foram retirados de serviço em 1983.
Em 1959 foi instalada um base de mísseis R-5 na Alemanha Oriental.

## O Projeto
Este projeto se baseava em tecnologias já empregadas em outros mísseis e aplicava parte das tecnologias propostas para o R-3. Ele foi o primeiro foguete soviético que usava um tanque de oxigênio líquido sem isolamento térmico. Além disso, as finas paredes dos tanques faziam parte da estrutura do foguete, sendo "inflados" por pressurização até o abastecimento. Além disso, foram abandonados os estabilizadores aerodinâmicos (lemes), e passaram a utilizar um motor mais avançado, o RD-103, aumentando o empuxo num fator de 1,7. 

## Alternativas
Em 1954 foi autorizado o uso de uma versão chamada R-5R para testar um sistema de rádio controle, o que ocorreu em meados de 1956. 
Em meados de 1955 a versão experimental M5RD foi usada para testar em voo vários sistemas e soluções técnicas que seriam usadas mais tarde no R-7.  
Em 21 de Junho de 1956, foi introduzida em serviço a versão R-5M (GRAU 8K51 anteriormente 8A62M), o primeiro míssil soviético com uma ogiva nuclear.
Usando o R-5M como base, entre 1958 e 1964 foram desenvolvidos alguns foguetes geofísicos: o R-5A, o R-5B, e o R-5V.  

## Características
- Número de estágios:	1
- Altura: 21,4 m
- Diâmetro:	1,65 m
- Massa: 28.625 kg
- Combustível: LOX - Álcool etílico
- Alcance: 1.200 km
- Altitude máxima: 300 km
- Empuxo: 430,10 kN
- Tipo de ogiva: Separada do corpo do foguete, nuclear, separável, massa entre 1.425 a 3.830 kg
- Número de ogivas: 1 a 5
- Sistema de controle: Inercial, autônomo e rádio controle
- Sistema de lançamento: de base fixa no solo
- Motor: RD-103

## Imagens
- Dois esquemas do R-5
- Visão em corte do R-5 a
- Visão em corte do R-5 b